# Шитубек (Казалінський район)
Шитубе́к (каз. Шитүбек) — село у складі Казалінського району Кизилординської області Казахстану. Входить до складу Карашенгельського сільського округу.
Населення — 107 осіб (2021; 81 у 2009, 122 у 1999, 628 у 1989).
До 2020 року село називалось Водокачка.